# Forget Tomorrow World Tour
El Forget Tomorrow World Tour es la séptima gira musical del músico estadounidense Justin Timberlake para promover su sexto álbum de estudio, Everything I Thought It Was (2024). La gira comenzó el 29 de abril de 2024 en Vancouver.

## Antecedentes
Durante su participación en The Tonight Show Starring Jimmy Fallon el 25 de enero de 2024, Timberlake anunció que se iría de gira. Al día siguiente las fechas fueron publicadas en su página web oficial.

## Lista de canciones
Estas fueron las canciones interpretadas en el show inaugural de Vancouver el 29 de abril de 2024.
1. «No Angels»
2. «LoveStoned»
3. «Like I Love You»
4. «My Love»
5. «Technicolor»
6. «Sanctified»
7. «Infinity Sex»
8. «FutureSex/LoveSound»
9. «Imagination»
10. «Drown»
11. «Cry Me a River»
12. «Let the Groove Get In»
13. «My Favorite Drug»
14. «Señorita»
15. «Summer Love»
16. «Fuckin' Up the Disco»
17. «Play»
18. «Suit & Tie»
19. «Flame»
20. «Say Something»
21. «Pusher Love Girl»
22. «Until the End of Time»
23. «Selfish»
24. «What Goes Around... Comes Around»
25. «Can't Stop the Feeling!»
26. «Good Times»
27. «Rock Your Body»
28. «SexyBack»
29. «Mirrors»

## Fechas
| Fecha                       | Ciudad                      | País                        | Lugar                            | Telonero(s)                 | Asistencia                  | Ingresos                    |
| Etapa 1 — América del Norte | Etapa 1 — América del Norte | Etapa 1 — América del Norte | Etapa 1 — América del Norte      | Etapa 1 — América del Norte | Etapa 1 — América del Norte | Etapa 1 — América del Norte |
| --------------------------- | --------------------------- | --------------------------- | -------------------------------- | --------------------------- | --------------------------- | --------------------------- |
| 29 de abril                 | Vancouver                   | Canadá                      | Rogers Arena                     | Por confirmar               | Por confirmar               | Por confirmar               |
| 2 de mayo                   | Seattle                     | Estados Unidos              | Climate Pledge Arena             | Por confirmar               | Por confirmar               | Por confirmar               |
| 3 de mayo                   | Seattle                     | Estados Unidos              | Climate Pledge Arena             | Por confirmar               | Por confirmar               | Por confirmar               |
| 6 de mayo                   | San José                    | Estados Unidos              | SAP Center                       | Por confirmar               | Por confirmar               | Por confirmar               |
| 7 de mayo                   | San José                    | Estados Unidos              | SAP Center                       | Por confirmar               | Por confirmar               | Por confirmar               |
| 10 de mayo                  | Las Vegas                   | Estados Unidos              | T-Mobile Arena                   | Por confirmar               | Por confirmar               | Por confirmar               |
| 11 de mayo                  | Las Vegas                   | Estados Unidos              | T-Mobile Arena                   | Por confirmar               | Por confirmar               | Por confirmar               |
| 14 de mayo                  | San Diego                   | Estados Unidos              | Pechanga Arena                   | Por confirmar               | Por confirmar               | Por confirmar               |
| 17 de mayo                  | Inglewood                   | Estados Unidos              | Kia Forum                        | Por confirmar               | Por confirmar               | Por confirmar               |
| 18 de mayo                  | Inglewood                   | Estados Unidos              | Kia Forum                        | Por confirmar               | Por confirmar               | Por confirmar               |
| 21 de mayo                  | Phoenix                     | Estados Unidos              | Footprint Center                 | Por confirmar               | Por confirmar               | Por confirmar               |
| 29 de mayo                  | San Antonio                 | Estados Unidos              | Frost Bank Center                | Por confirmar               | Por confirmar               | Por confirmar               |
| 31 de mayo                  | Austin                      | Estados Unidos              | Moody Center                     | Por confirmar               | Por confirmar               | Por confirmar               |
| 1 de junio                  | Austin                      | Estados Unidos              | Moody Center                     | Por confirmar               | Por confirmar               | Por confirmar               |
| 4 de junio                  | Fort Worth                  | Estados Unidos              | Dickies Arena                    | Por confirmar               | Por confirmar               | Por confirmar               |
| 6 de junio                  | Tulsa                       | Estados Unidos              | BOK Center                       | Por confirmar               | Por confirmar               | Por confirmar               |
| 10 de junio                 | Atlanta                     | Estados Unidos              | State Farm Arena                 | Por confirmar               | Por confirmar               | Por confirmar               |
| 12 de junio                 | Raleigh                     | Estados Unidos              | PNC Arena                        | Por confirmar               | Por confirmar               | Por confirmar               |
| 14 de junio                 | Tampa                       | Estados Unidos              | Amalie Arena                     | Por confirmar               | Por confirmar               | Por confirmar               |
| 15 de junio                 | Miami                       | Estados Unidos              | Kaseya Center                    | Por confirmar               | Por confirmar               | Por confirmar               |
| 21 de junio                 | Chicago                     | Estados Unidos              | United Center                    | Por confirmar               | Por confirmar               | Por confirmar               |
| 22 de junio                 | Chicago                     | Estados Unidos              | United Center                    | Por confirmar               | Por confirmar               | Por confirmar               |
| 25 de junio                 | Nueva York                  | Estados Unidos              | Madison Square Garden            | Por confirmar               | Por confirmar               | Por confirmar               |
| 26 de junio                 | Nueva York                  | Estados Unidos              | Madison Square Garden            | Por confirmar               | Por confirmar               | Por confirmar               |
| 29 de junio                 | Boston                      | Estados Unidos              | TD Garden                        | Por confirmar               | Por confirmar               | Por confirmar               |
| 30 de junio                 | Boston                      | Estados Unidos              | TD Garden                        | Por confirmar               | Por confirmar               | Por confirmar               |
| 3 de julio                  | Baltimore                   | Estados Unidos              | CFG Bank Arena                   | Por confirmar               | Por confirmar               | Por confirmar               |
| 4 de julio                  | Hershey                     | Estados Unidos              | Hersheypark Stadium              | Por confirmar               | Por confirmar               | Por confirmar               |
| 7 de julio                  | Cleveland                   | Estados Unidos              | Rocket Mortgage FieldHouse       | Por confirmar               | Por confirmar               | Por confirmar               |
| 9 de julio                  | Lexington                   | Estados Unidos              | Rupp Arena                       | Por confirmar               | Por confirmar               | Por confirmar               |
| Etapa 2 — Europa            |                             |                             |                                  |                             |                             |                             |
| 26 de julio                 | Cracovia                    | Polonia                     | Tauron Arena                     | Por confirmar               | Por confirmar               | Por confirmar               |
| 27 de julio                 | Cracovia                    | Polonia                     | Tauron Arena                     | Por confirmar               | Por confirmar               | Por confirmar               |
| 30 de julio                 | Berlín                      | Alemania                    | Uber Arena                       | Por confirmar               | Por confirmar               | Por confirmar               |
| 31 de julio                 | Berlín                      | Alemania                    | Uber Arena                       | Por confirmar               | Por confirmar               | Por confirmar               |
| 3 de agosto                 | Amberes                     | Bélgica                     | Sportpaleis Antwerp              | Por confirmar               | Por confirmar               | Por confirmar               |
| 4 de agosto                 | Amberes                     | Bélgica                     | Sportpaleis Antwerp              | Por confirmar               | Por confirmar               | Por confirmar               |
| 7 de agosto                 | Birmingham                  | Reino Unido                 | Utilita Arena                    | Por confirmar               | Por confirmar               | Por confirmar               |
| 8 de agosto                 | Mánchester                  | Reino Unido                 | Co-op Live                       | Por confirmar               | Por confirmar               | Por confirmar               |
| 11 de agosto                | Londres                     | Reino Unido                 | The O2                           | Por confirmar               | Por confirmar               | Por confirmar               |
| 12 de agosto                | Londres                     | Reino Unido                 | The O2                           | Por confirmar               | Por confirmar               | Por confirmar               |
| 15 de agosto                | Ámsterdam                   | Países Bajos                | Ziggo Dome                       | Por confirmar               | Por confirmar               | Por confirmar               |
| 16 de agosto                | Ámsterdam                   | Países Bajos                | Ziggo Dome                       | Por confirmar               | Por confirmar               | Por confirmar               |
| 19 de agosto                | Ámsterdam                   | Países Bajos                | Ziggo Dome                       | Por confirmar               | Por confirmar               | Por confirmar               |
| 21 de agosto                | Múnich                      | Alemania                    | Olympiahalle                     | Por confirmar               | Por confirmar               | Por confirmar               |
| 22 de agosto                | Múnich                      | Alemania                    | Olympiahalle                     | Por confirmar               | Por confirmar               | Por confirmar               |
| 25 de agosto                | Colonia                     | Alemania                    | Lanxess Arena                    | Por confirmar               | Por confirmar               | Por confirmar               |
| 26 de agosto                | Colonia                     | Alemania                    | Lanxess Arena                    | Por confirmar               | Por confirmar               | Por confirmar               |
| 29 de agosto                | Copenhague                  | Dinamarca                   | Royal Arena                      | Por confirmar               | Por confirmar               | Por confirmar               |
| 30 de agosto                | Copenhague                  | Dinamarca                   | Royal Arena                      | Por confirmar               | Por confirmar               | Por confirmar               |
| 2 de septiembre             | Estocolmo                   | Suecia                      | Tele2 Arena                      | Por confirmar               | Por confirmar               | Por confirmar               |
| 4 de septiembre             | Hamburgo                    | Alemania                    | Barclays Arena                   | Por confirmar               | Por confirmar               | Por confirmar               |
| 6 de septiembre             | Lyon                        | Francia                     | LDLC Arena                       | Por confirmar               | Por confirmar               | Por confirmar               |
| 7 de septiembre             | Lyon                        | Francia                     | LDLC Arena                       | Por confirmar               | Por confirmar               | Por confirmar               |
| Etapa 3 — América del Norte |                             |                             |                                  |                             |                             |                             |
| 4 de octubre                | Montreal                    | Canadá                      | Centre Bell                      | Por confirmar               | Por confirmar               | Por confirmar               |
| 7 de octubre                | Brooklyn                    | Estados Unidos              | Barclays Center                  | Por confirmar               | Por confirmar               | Por confirmar               |
| 8 de octubre                | Newark                      | Estados Unidos              | Prudential Center                | Por confirmar               | Por confirmar               | Por confirmar               |
| 11 de octubre               | Filadelfia                  | Estados Unidos              | Wells Fargo Center               | Por confirmar               | Por confirmar               | Por confirmar               |
| 13 de octubre               | Washington D. C.            | Estados Unidos              | Capital One Arena                | Por confirmar               | Por confirmar               | Por confirmar               |
| 17 de octubre               | Toronto                     | Canadá                      | Scotiabank Arena                 | Por confirmar               | Por confirmar               | Por confirmar               |
| 18 de octubre               | Toronto                     | Canadá                      | Scotiabank Arena                 | Por confirmar               | Por confirmar               | Por confirmar               |
| 21 de octubre               | Búfalo                      | Estados Unidos              | KeyBank Center                   | Por confirmar               | Por confirmar               | Por confirmar               |
| 23 de octubre               | Columbus                    | Estados Unidos              | Nationwide Arena                 | Por confirmar               | Por confirmar               | Por confirmar               |
| 25 de octubre               | Detroit                     | Estados Unidos              | Little Caesars Arena             | Por confirmar               | Por confirmar               | Por confirmar               |
| 27 de octubre               | Chicago                     | Estados Unidos              | United Center                    | Por confirmar               | Por confirmar               | Por confirmar               |
| 28 de octubre               | Milwaukee                   | Estados Unidos              | Fiserv Forum                     | Por confirmar               | Por confirmar               | Por confirmar               |
| 31 de octubre               | Saint Paul                  | Estados Unidos              | Xcel Energy Center               | Por confirmar               | Por confirmar               | Por confirmar               |
| 2 de noviembre              | Grand Rapids                | Estados Unidos              | Van Andel Arena                  | Por confirmar               | Por confirmar               | Por confirmar               |
| 8 de noviembre              | Sunrise                     | Estados Unidos              | Amerant Bank Arena               | Por confirmar               | Por confirmar               | Por confirmar               |
| 9 de noviembre              | Orlando                     | Estados Unidos              | Amway Center                     | Por confirmar               | Por confirmar               | Por confirmar               |
| 12 de noviembre             | Jacksonville                | Estados Unidos              | VyStar Veterans Memorial Arena   | Por confirmar               | Por confirmar               | Por confirmar               |
| 14 de noviembre             | Charlotte                   | Estados Unidos              | Spectrum Center                  | Por confirmar               | Por confirmar               | Por confirmar               |
| 16 de noviembre             | Atlanta                     | Estados Unidos              | State Farm Arena                 | Por confirmar               | Por confirmar               | Por confirmar               |
| 19 de noviembre             | Knoxville                   | Estados Unidos              | Thompson-Boling Arena            | Por confirmar               | Por confirmar               | Por confirmar               |
| 20 de noviembre             | Louisville                  | Estados Unidos              | KFC Yum! Center                  | Por confirmar               | Por confirmar               | Por confirmar               |
| 23 de noviembre             | Memphis                     | Estados Unidos              | FedEx Forum                      | Por confirmar               | Por confirmar               | Por confirmar               |
| 25 de noviembre             | Nueva Orleans               | Estados Unidos              | Smoothie King Center             | Por confirmar               | Por confirmar               | Por confirmar               |
| 2 de diciembre              | Oklahoma City               | Estados Unidos              | Paycom Center                    | Por confirmar               | Por confirmar               | Por confirmar               |
| 4 de diciembre              | Houston                     | Estados Unidos              | Toyota Center                    | Por confirmar               | Por confirmar               | Por confirmar               |
| 6 de diciembre              | Dallas                      | Estados Unidos              | American Airlines Center         | Por confirmar               | Por confirmar               | Por confirmar               |
| 8 de diciembre              | Wichita                     | Estados Unidos              | Intrust Bank Arena               | Por confirmar               | Por confirmar               | Por confirmar               |
| 10 de diciembre             | Little Rock                 | Estados Unidos              | Simmons Bank Arena               | Por confirmar               | Por confirmar               | Por confirmar               |
| 12 de diciembre             | Nashville                   | Estados Unidos              | Bridgestone Arena                | Por confirmar               | Por confirmar               | Por confirmar               |
| 14 de diciembre             | Pittsburgh                  | Estados Unidos              | PPG Paints Arena                 | Por confirmar               | Por confirmar               | Por confirmar               |
| 16 de diciembre             | Indianápolis                | Estados Unidos              | Gainbridge Fieldhouse            | Por confirmar               | Por confirmar               | Por confirmar               |
| 19 de diciembre             | San Luis                    | Estados Unidos              | Enterprise Center                | Por confirmar               | Por confirmar               | Por confirmar               |
| 20 de diciembre             | Kansas City                 | Estados Unidos              | T-Mobile Center                  | Por confirmar               | Por confirmar               | Por confirmar               |
| Etapa 4 — Latinoamérica     |                             |                             |                                  |                             |                             |                             |
| 7 de febrero de 2025        | Ciudad de México            | México                      | Palacio de los Deportes          | Por confirmar               | Por confirmar               | Por confirmar               |
| 21 de marzo de 2025         | Buenos Aires                | Argentina                   | Hipódromo de San Isidro          | Por confirmar               | Por confirmar               | Por confirmar               |
| 22 de marzo de 2025         | Santiago                    | Chile                       | Parque Bicentenario de Cerrillos | Por confirmar               | Por confirmar               | Por confirmar               |
| 28 de marzo de 2025         | Bogotá                      | Colombia                    | Parque Simón Bolívar             | Por confirmar               | Por confirmar               | Por confirmar               |
| 30 de marzo de 2025         | São Paulo                   | Brasil                      | Autódromo José Carlos Pace       | Por confirmar               | Por confirmar               | Por confirmar               |
| Etapa 5 — Europa            |                             |                             |                                  |                             |                             |                             |
| 12 de junio de 2025         | Trondheim                   | Noruega                     | Dahls Arena                      | Por confirmar               | Por confirmar               | Por confirmar               |
| 14 de junio de 2025         | Kværndrup                   | Dinamarca                   | Castillo de Egeskov              | Por confirmar               | Por confirmar               | Por confirmar               |

### Shows cancelados
| Fecha      | Ciudad   | País           | Recinto             | Motivo        | Referencia |
| ---------- | -------- | -------------- | ------------------- | ------------- | ---------- |
| 8 de junio | Columbia | Estados Unidos | Colonial Life Arena | Por confirmar | [ 4 ]      |